# Proteuxoa mesombra
Proteuxoa mesombra är en fjärilsart som beskrevs av Oswald Beltram Lower 1893. Proteuxoa mesombra ingår i släktet Proteuxoa och familjen nattflyn. Inga underarter finns listade i Catalogue of Life.